# Osiedle Mickiewicza (Skierniewice)
Osiedle Mickiewicza – osiedle mieszkaniowe położone w środkowej części miasta.

## Charakter osiedla
Osiedle charakteryzuje się zabudową domów jednorodzinnych oraz bloków trzy, czteropiętrowych, siedmiopiętrowych oraz jedenastopiętrowych, zbudowanych w latach sześćdziesiątych, siedemdziesiątych, dziewięćdziesiątych XX wieku.  
Osiedle otoczone jest głównymi ulicami: Adama Mickiewicza, Szkolną, Jana III Sobieskiego, Wiadukt.

## Komunikacja
Osiedle posiada połączenia autobusowe Miejskich Zakładów Komunikacji w Skierniewicach: linia nr 1. Z pozostałymi liniami osiedle ma dostęp przy Dworcu PKP  Skierniewice - linie 3, 6, 7, 10.
Blisko osiedla znajduje się główny dworzec kolejowy oraz dworzec PKS Skierniewice.